# 프로야
프로야(세르보크로아트어: Пpoja, Proja)는 옥수수가루, 베이킹파우더, 식용유, 광천수, 소금으로 만들어지는 발칸반도 지방의 빵이다.
프로야는 발칸반도의 대부분의 사람들이 가난에 시달리던 1950년대 이전에는 빈곤층에게 특히 유명했지만 오늘날에는 중산층은 물론 모두에게 사랑받는 음식이 되었으며 많은 사람들이 프로야를 주식으로 삼는다. "프로야라"(Projara)라는 변형된 형태의 프로야 또한 존재한다. 이 프로야에는 밀가루, 달걀, 요거트가 추가적으로 들어간다.
프로야를 만들 때에는 모든 재료를 섞고 기름을 두른 프라이팬에 반죽이 금색이 될 때까지 굽는다. 프로야는 흔히 자우어크라우트나 스메타나와 같이 섭취된다.

## 같이 보기
- 자우어크라우트
- 세르비아 요리
- 북마케도니아 요리